# Etsaut
Etsaut település Franciaországban, Pyrénées-Atlantiques megyében. Lakosainak száma 63 fő (2022. január 1.). Etsaut Borce, Cette-Eygun, Laruns és Urdos községekkel határos.

## Népesség
A település népességének változása:
| Lakosok száma | 81   | 82   | 77   | 69   | 62   | 59   | 55   | 52   | 63   |
|               | 2013 | 2015 | 2016 | 2017 | 2018 | 2019 | 2020 | 2021 | 2022 |